# Hampden Dutton
Pour les articles homonymes, voir Dutton.
William Hampden Dutton, né le 29 octobre 1807 à Colne (Lancashire)) et mort le 21 novembre 1849 à Melbourne, est un des pionniers de l'élevage en Nouvelle-Galles du Sud et en Australie-Méridionale.

## Biographie
Hampden Dutton est l'aîné des enfants de Frederick Hugh Hampden Dutton et de son épouse Mary Ann Dutton, née Norris. Son père, dont le nom de famille était à l'origine Mendes, fut de 1814 à 1832 consul britannique à Cuxhaven (Allemagne).
Hampden Dutton étudie les sciences agricoles en Allemagne de 1822 à 1824 et se spécialise dans le traitement de la laine et l'élevage des moutons.
Il est employé par l'Australian Agricultural Company (en) en 1825 et arrive à Sydney le 22 mars 1826 avec une sélection d'environ 240 moutons. Comme beaucoup des moutons meurent, son contrat est résilié rapidement. Il rentre alors en Angleterre (1827).
En 1830, avec son frère Frederick Dutton (en), il revient à Sydney. Frederick s'installe à Mullengandra près d'Albury et Hampden dans la région de Monaro en Nouvelle-Galles du Sud (alors généralement orthographié « Manaro »). Il est nommé magistrat à Yass en 1834 et juge de paix à Sydney.
Le 26 décembre 1838, Hampden, sa femme Charlotte et leurs trois enfants arrivent en Australie-Méridionale en provenance de Sydney à bord du navire Parland, qui transporte également pour lui une cargaison complète de 1 500 moutons et un certain nombre de chevaux. En 1839, avec les pasteurs de Sydney, Moore et Duncan Macfarlane, il obtient une sélection de 4 000 acres près du mont Barker. Avec ses associés Macfarlane et le capitaine John Finnis, ils organisent le transport des moutons par voie terrestre de Sydney à Adélaïde, ce qu'ils feront encore les années suivantes.
Nommé vice-consul à Sydney pour les villes de la Hanse de 1840 à 1842, il est déclaré insolvable et ses affaires commerciales sont confiées à son frère Frederick, qui paye intégralement tous les créanciers.
Il meurt quatre ans plus tard à Melbourne.
Hampden Road et Dutton Place à Mount Barker ont été nommés en son hommage.